# Fernando de Souza Barros
Fernando de Souza Barros (Recife, 8 de setembro de 1929 - Rio de Janeiro, 8 de novembro de 2017) foi um físico brasileiro.
Foi professor emérito da Universidade Federal do Rio de Janeiro e membro da Academia Brasileira de Ciências. Foi presidente da Sociedade Brasileira de Física de 1983 a 1985. Em 1992 foi agraciado com o prêmio Joseph A. Burton Forum Award concedido pela American Physical Society.